# Жената воин
„Жената воин“ (на английски: The Woman King) е американски исторически филм от 2022 г. на режисьора Джина Принс-Байтвуд. Във филма участват Вайола Дейвис, Тусо Мбеду, Лашана Линч, Шийла Атим и Джон Бойега.
Световната премиера на филма ще е на Международния фестивал в Торонто на 9 септември 2022 г. и излеза по кината в Съединените щати на 16 септември 2022 г. от „Сони Пикчърс Рилийзинг“.
В България лентата излиза на 7 октомври 2022 г. от „Александра Филмс“.

## Актьорски състав
- Вайола Дейвис – генерал Наниска[4]
- Тусо Мбеду – Нави[5]
- Лашана Линч – Изоги[6]
- Шийла Атим – Аменца[7]
- Джон Бойега – Крал Гецо[8]
- Хиро Файнс Тифин – Санто Ферейра[9]
- Адриен Уорън – Оди
- Джейми Лоусън – Шанте
- Мазали Бадуза – Фумбе